# Ceratina ignara
Ceratina ignara är en biart som beskrevs av Cresson 1878. Ceratina ignara ingår i släktet märgbin, och familjen långtungebin. Inga underarter finns listade i Catalogue of Life.